# Omphalodes kuzinskyanae
Omphalodes kuzinskyanae är en strävbladig växtart som beskrevs av Heinrich Moritz Willkomm. Omphalodes kuzinskyanae ingår i släktet lammtungor, och familjen strävbladiga växter. Inga underarter finns listade i Catalogue of Life.